# 노르웨이의 북극 정책
노르웨이의 북극 정책(Arctic policy of Norway)은 노르웨이가 다른 북극 국가들과 맺고 있는 대외 관계이며, "북극"의 지리적 경계 내에서 발생하거나 북극 또는 그 국민과 관련된 문제에 대한 노르웨이 정부 정책이다. 노르웨이는 북극 국가이기 때문에 노르웨이의 북극 정책에는 노르웨이 북극 지역에 관한 국내 정책이 포함된다.
북극 정책은 노르웨이와 다른 북극 국가와의 관계는 물론 북극 지역에 대한 정책도 결정한다. 북부 노르웨이는 노르웨이 본토 영토의 35%를 차지하며 인구의 9%가 북극권 내에 거주한다. 따라서 이러한 분야의 경제적 안정, 개발 및 기회 촉진은 국가 이익의 문제로 간주된다.
노르웨이에서는 북극을 포함한 고북 지역의 개발이 2005년 이후 정부의 외교 정책 최우선 과제였다. 노르웨이 정부의 고북 전략은 2006년 12월 1일에 발표되었다.
학술 문헌에서는 북극에서의 노르웨이의 확장적인 외교 정책과 역할을 "대규모로 행동하는 작은 세력"으로 묘사했다. 노르웨이의 북극 정책은 환경파괴, 자원 추출, 군대 주둔, 어업 등의 주제에 관한 것이다. 북극 정책의 목적은 북극에 대한 노르웨이의 이익을 더욱 보호하기 위해 북부 지역을 더욱 발전시키는 것이다. 노르웨이는 1952년 덴마크, 아이슬란드, 스웨덴과 함께 북유럽 평의회가 결성되었을 때 창립 회원국이었다. 노르웨이는 현재 2023년부터 2025년까지 북극이사회 의장직과 북유럽이사회 의장직을 모두 맡고 있다. 오늘날 노르웨이는 북극의 학술 활동, 보존 및 리더십과 관련하여 가장 진보적이고 적극적으로 참여하는 북극 국가 중 하나이다.

## 같이 보기
- 북극 이사회
- 노르노르게
- 북유럽 이사회
- 노르딕 모델
- 스발바르 제도
- 북대서양 조약 기구
- 노르웨이